# Pehotni polk
Pehotni polk ali pešpolk je pehotna taktična vojaška enota ali vojaška formacija. 
V prvi svetovni vojni pride zaradi sprememb v oborožitvi in načina vojskovanja tudi do sprememb v organizaciji in sestavi polka. Povečanje števila mitraljezov in uvedba težke pehotne oborožitve je vplivala na zmanjšanje številčnega stanja polka in povečanje ognjene moči. V večini evropskih armad preidejo s trojne na štirikratno formacijo. Istočasno se formirajo pionirske enote in enote za zvezo in specialne jurišne enote, namenjene za odpiranje prehodov, zavzetje in začasno držanje važnih objektov in postavljanje zased. Pri koncu vojne so polki običajno imeli štab, 3 pehotne bataljone po 3 čete, mitralješki oddelek in četo lahkih in srednjih minometov. 
V prvi svetovni vojni je na primer v avstro-ogrski vojski 17. pešpolk veljal za slovenskega, saj so ga sestavljali pretežno slovenski naborniki. Zato je bil slovenski tudi njihov polkovni jezik, čeprav je bila nemščina seveda uradni in poveljevalni jezik v avstrijski armadi. Uporaba različnih polkovnih jezikov je bila posebnost avstrijske armade. 17. pešpolk se je boril na vzhodni in soški fronti.